# NGC 1774
NGC 1774 је расејано звездано јато у сазвежђу Златна риба које се налази на NGC листи објеката дубоког неба.
Деклинација објекта је - 67° 14' 33" а ректасцензија 4h 58m 6,9s. Привидна величина (магнитуда) објекта NGC 1774 износи 10,8. NGC 1774 је још познат и под ознакама ESO 85-SC26.